# Jesús López Pacheco

Jesús López Pacheco (1930-1997) là nhà thơ, nhà văn, nhà viết kịch, nhà viết tiểu luận Tây Ban Nha, sinh ở Madrid, España. Sống nhiều nơi ở châu Âu (London, Ontario, Canada). Thuở nhỏ theo cha đi khắp xóm làng Tây Ban Nha. Sau Nội chiến về ở hẳn Madrid và học tập ở đó. Xu hướng tiến tới một nền thơ hiện thực. Jesús López Pacheco là nhà thơ thuộc "thế hệ 50" cùng với José Manuel Caballero Bonald, Armando López Salinas, Angel Gonzalez và Claudio Rodriguez.

## Tác phẩm
- Hãy để cho im lặng lớn lên (Dejad crecer este silencio, 1953), thơ
- Quả tim tôi tên là Cudillero (Mi corazón se llama Cudillero, 1958), thơ
- Ca khúc về tình yêu bị cấm (Canciones del amor prohibido, 1961), thơ
- Những cây lá  (La hoja de parra, 1973), thơ